# Lindal-Diagramm
Das Lindal-Diagramm, benannt nach dem isländischen Chemieingenieur Baldur Líndal (1918–1997), zeigt das benötigte Temperaturniveau von thermischen Prozessen, wie 
- Heizen von Schwimmbädern
- Warmwasserbereitung
- Klimatisierung
- Trocknung
- Lebensmittelbehandlung

in einer Balken- oder Listendarstellung auf.